# Повунденская кирха
Пову́нденская ки́рха (до перехода в лютеранство — церковь Святой Барбары) — бывшая средневековая церковь, расположенная в посёлке Храброво (бывший Повунден) Гурьевского района Калининградской области. Кирха известна уникальной фреской начала XIV века.

## История
Кирха была построена в 1324 году — 1325 годах из обожжённого кирпича. Первоначально кирха служила католическим храмом и носила название Святой Барбары. Кирху несколько раз перестраивали. Так, в 1704 году соорудили кафедру в стиле северо-германской готики, а в конце XIX века в ней был установлен орган мастера фон Терлецкого.
В советское время церковь использовалась как Матросский клуб, затем была заброшена и стала разрушаться.
В 2010 году церковь передали в РПЦ

## Фреска
В 2006 году со стены церкви отвалился слой штукатурки, нанесённый в советское время. Под слоем обнаружилась старинная фреска. Вскоре для исследований фрески церковь посетил опытный реставратор Вячеслав Мозговой из Эрмитажа. Он датировал фреску серединой XIV века и прочитал надпись, в соответствии с которой на фреске изображён Апостол Павел.
Несмотря на уникальность фрески, никаких мер по её консервации и реставрации принято не было. Фреска разрушается, поскольку церковь не имеет крыши. К началу 2010 года состояние фрески значительно ухудшилось. Если не будут приняты меры, то фреска, возможно, вскоре окончательно разрушится.